# San Diego City College
San Diego City College (conocido informalmente como City College o City) es una universidad de dos años ubicada en San Diego, California. City College es parte del San Diego Community College District junto con  San Diego Mesa College, San Diego Miramar College y San Diego Continuing Education. City, al igual que Mesa y Miramar pertenecen al sistema del California Community College junto con otras 109 universidades de dos años en el estado.
San Diego City College está acreditado por la Western Association of Schools and Colleges (WASC), Accrediting Commission for Community and Junior Colleges (ACCJC). A finales de 2010, los tres colegios comunitarios fueron visitados por la Comisión de Acreditación para renovar la acreditación. El City College se encuentra ubicado en el centro de San Diego al lado del San Diego High School.

## Alumnos notables
- Pete Adams - Jugador de la NFL
- William Gay - Jugador de la NFL
- Monica Lowe - KGB-FM San Diego y KZZO Sacramento
- James Sinegal - Presidente Ejecutivo de Costco
- Sergio Mitre- Jugador de la Major League Baseball MLB - New York Yankees
- Katya Echazarreta - Primera mujer mexicana en ir al espacio